# De held van Haarlem
De held van Haarlem is een verhaal uit 1850 over de zoon van een Haarlemse sluiswachter die op een stormachtige middag een klein gaatje in een dijk in Haarlem ontdekt. De jongen weet dat als er water door blijft stromen het een steeds groter gat kan worden, dat tot een dijkdoorbraak kan leiden. Hij aarzelt geen moment en met zijn vinger houdt hij het gat dicht. Een avond en een nacht lang verdedigt hij zo, letterlijk met blote handen, stad en land tegen de dreigende zee.

## Geschiedenis
Het verhaal is bekend geworden doordat het als los verhaal voorkomt in het boek Hans Brinker of de zilveren schaatsen. Het jongetje waarvan geen naam bekend is werd hierdoor vereenzelvigd met de hoofdpersoon van het boek, Hans Brinker. Het werd een Amerikaanse sage en vervolgens ook een stukje Nederlandse import-folklore. Door de Hollandgekte, die vanaf eind negentiende eeuw in de Verenigde Staten heerste tot ongeveer 1920, werd het verhaal heel erg bekend in de VS.
De oorsprong van het verhaal ligt in Frankrijk. Het verscheen in een verhalenbundel van Eugénie Foa (1796-1852) met als titel Le petit éclusier (De kleine sluiswachter). Zij suggereerde dat het een oud volksverhaal was, waarbij de jongen met zijn vinger een lek in de sluisdeur tegenhield. Een anonieme vertaling van dit verhaal in het Engels verscheen in 1850.

## Literaire achtergrond
Het verhaal over de held van Haarlem verscheen in verschillende Engelstalige publicaties. Hieronder een niet complete lijst:
In het Verenigd Koninkrijk:
- 1850, een in uitgave het London Journal of Entertainment and Instruction: "The Little Hero of Haarlem"
- 23 februari 1850, in een uitgave van Eliza Cook's Journal: "The Brave Little Hollander"
- 1855, in een uitgave van Boy's Own Magazine: "The Little Dutch Hero"
- 1863, The 'Sixth' Standard Reader, samengesteld door J.S. Laurie (1863): "The Little Dutch Hero"

In de Verenigde Staten.:
- Augustus 1850, in een uitgave van Harper's Magazine: "The Little Hero of Haarlem"
- 1852, in een uitgave van The Ladies' Repository: "The Little Hero of Haarlem"
- 1854, Literary Gem: Van Court's New Monthly Magazine: "The Little Hero of Haarlem"
- 1856, in een boek van Julia Matilda Olin, A Winter at Wood Lawn
- 1857, McGuffey's New High School Reader for Advanced Classes: "The Little Hero of Haarlem"
- 1858, The Rhode Island Schoolmaster: "The Boy at the Dike"
- 1858/1859, Sargent's School Monthly: "The Boy at the Dike"
- 1868, Phoebe Cary schreef een versie in dichtvorm "The Leak in the Dike". Het jongetje heet Peter in dit gedicht.[6]

- 1974, in het boek The Hole in the Dike, door Norma Green
- 1987, in het boek The Boy Who Held Back the Sea, door Lenny Hort (1987)

## Uitdrukking
De uitdrukking een vinger in de dijk steken komt uit dit verhaal. Het wordt gebruikt om een aankomend probleem aan te geven dat gestopt kan worden voordat het groter wordt. Zo gebruikte Roger van Boxtel de uitdrukking om aan te geven hoe hij de Millenniumbug had afgehandeld: 'Ik heb anderhalf jaar lang Hansje Brinker gespeeld. Ik heb mijn vinger in de dijk gestoken. Hij is dicht gebleven.' In Nederland wordt het ook specifiek gebruikt rondom de thematiek van watermanagement en klimaatsverandering.

## Film

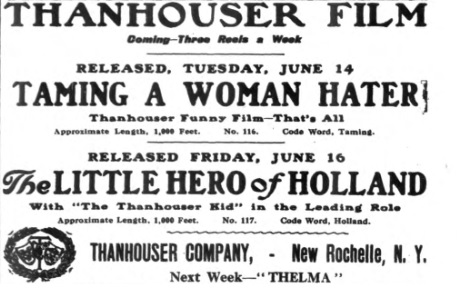

Het verhaal werd in 1910 verfilmd door de Amerikaanse studio Thanhouser Company, met als titel The Little Hero of Holland. De film is waarschijnlijk verloren gegaan.

## Beelden

### Spaarndam
Op initiatief van de Algemene Nederlandse Vereniging van Vreemdelingenverkeer werd in 1950 in het dorp Spaarndam in de gemeente Haarlem op de Woerdersluis aan de IJdijk het beeld Peter van Haarlem geplaatst van een jongetje met zijn vinger in een dijk. Het beeld is gemaakt door Gra Rueb. Op de sokkel wordt de naam van het jongetje niet genoemd; hij wordt omschreven als "(...) de knaap die het symbool werd van de eeuwigdurende strijd van Nederland tegen het water.". Het beeld werd geplaatst omdat toeristen vergeefs op zoek waren naar de locatie van het verhaal.

### Harlingen
In 1962 werd het beeld It Jonkje geplaatst in Harlingen bij de vertrekplaats van de veerboten. Dit beeld werd ontworpen door Johan Jorna en werd destijds vervaardigd voor de film De zaak M.P. van Bert Haanstra waarin dit beeld een rol speelt.

### Madurodam
Het verhaal wordt uitgebeeld op verschillende plekken in Madurodam. In Madurodam is een verkleinde replica geplaatst van het beeld in Spaarndam met de naam 'Peter Holland'. Er is ook het Hans Brinkerspel waarbij de bezoeker met een vinger een gat in de dijk kan dichten om het water tegen te houden. Aan de buitenzijde van Madurodam is een dijkvormig talud aangelegd waarop in 1999 een beeld geplaatst is die het verhaal uitbeeldt. Het verhaal komt tot slot ter sprake in de multimediashow Madurodam by Light.

### Overige steden
Een beeld staat in Scheveningen bij Beelden aan Zee tegen een ijzeren damwand aan en in de Amerikaanse plaats Holland in het themapark Nelis' Dutch Village in Michigan is hij afgebeeld liggend op een stenen dijkje.

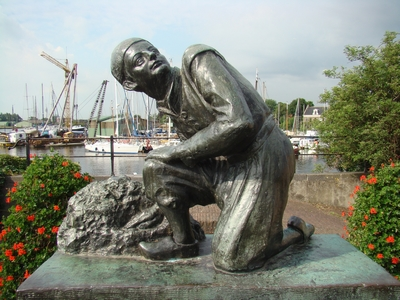
Beeld in Spaarndam uit 1950
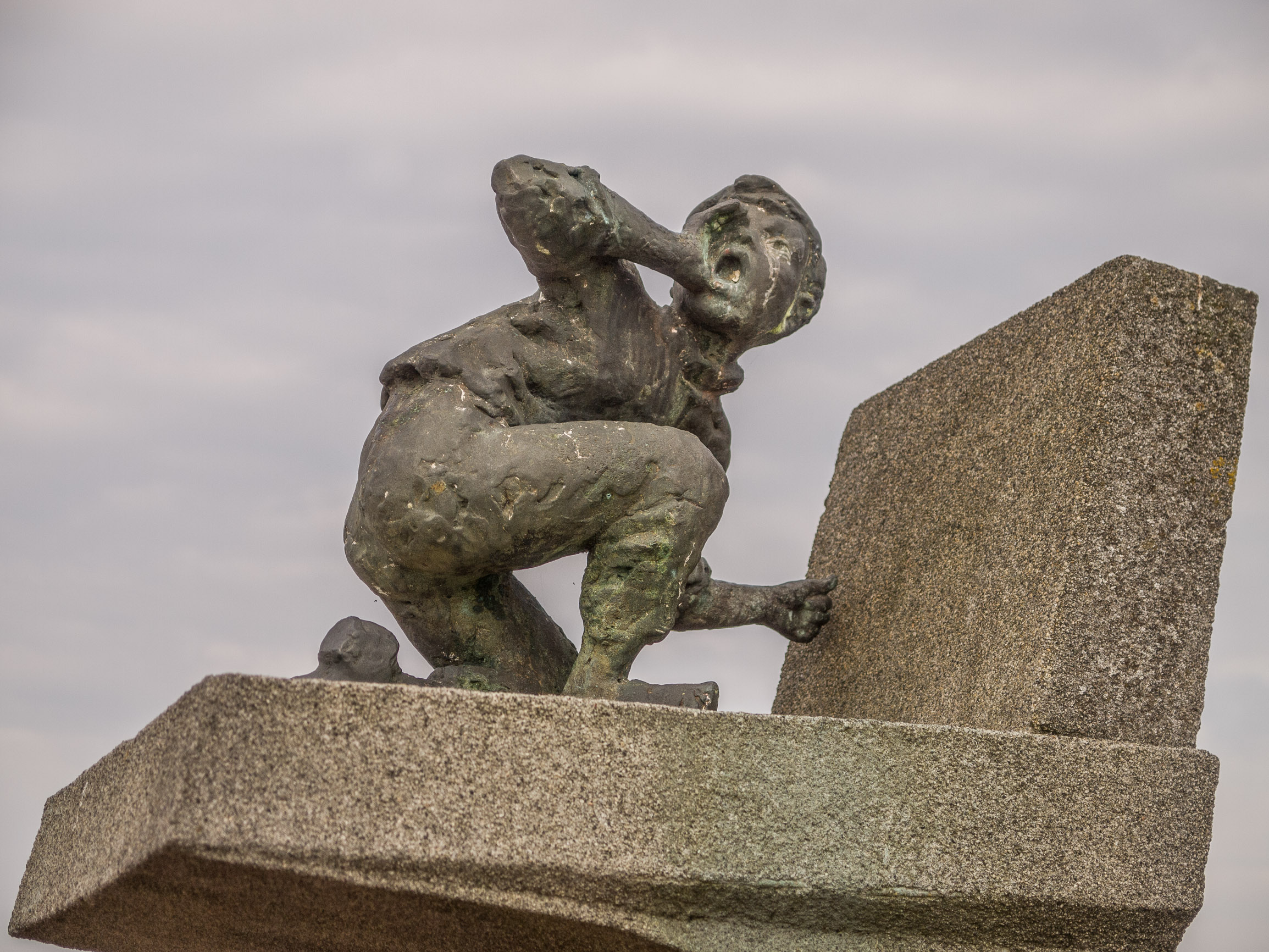
Beeld in Harlingen uit 1962
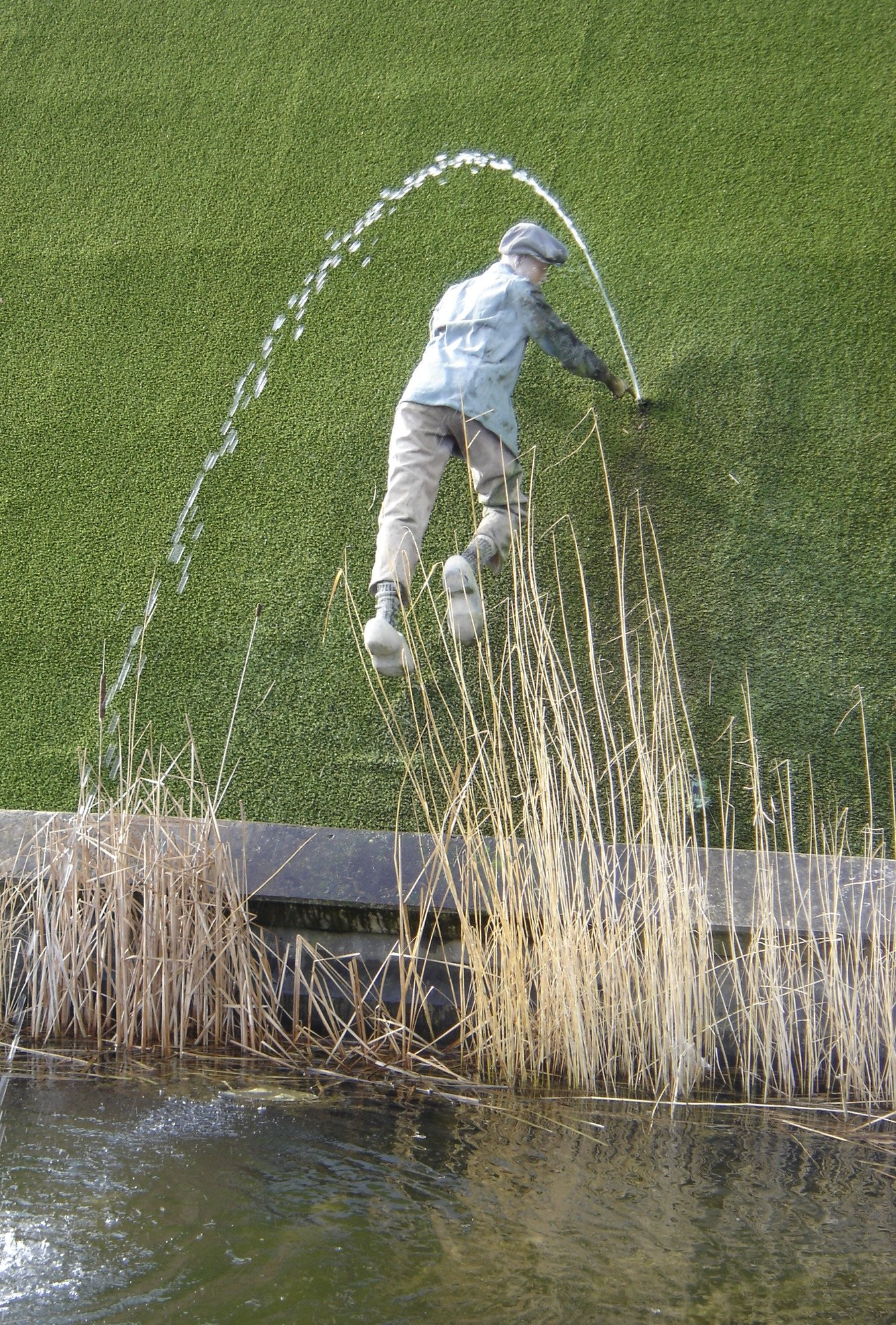
Verhaal uitgebeeld in Madurodam
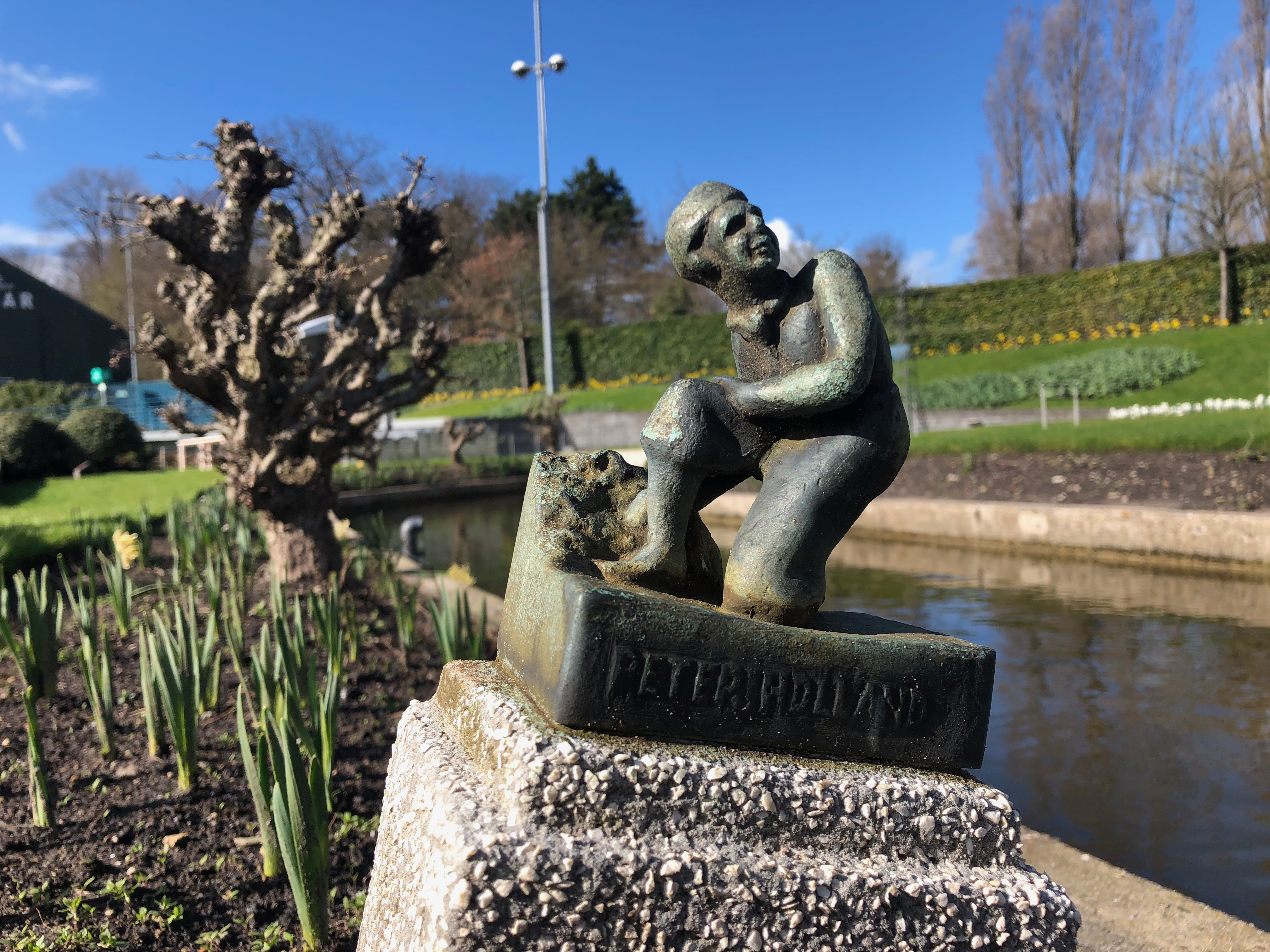
Standbeeldje van Spaarndam in Madurodam
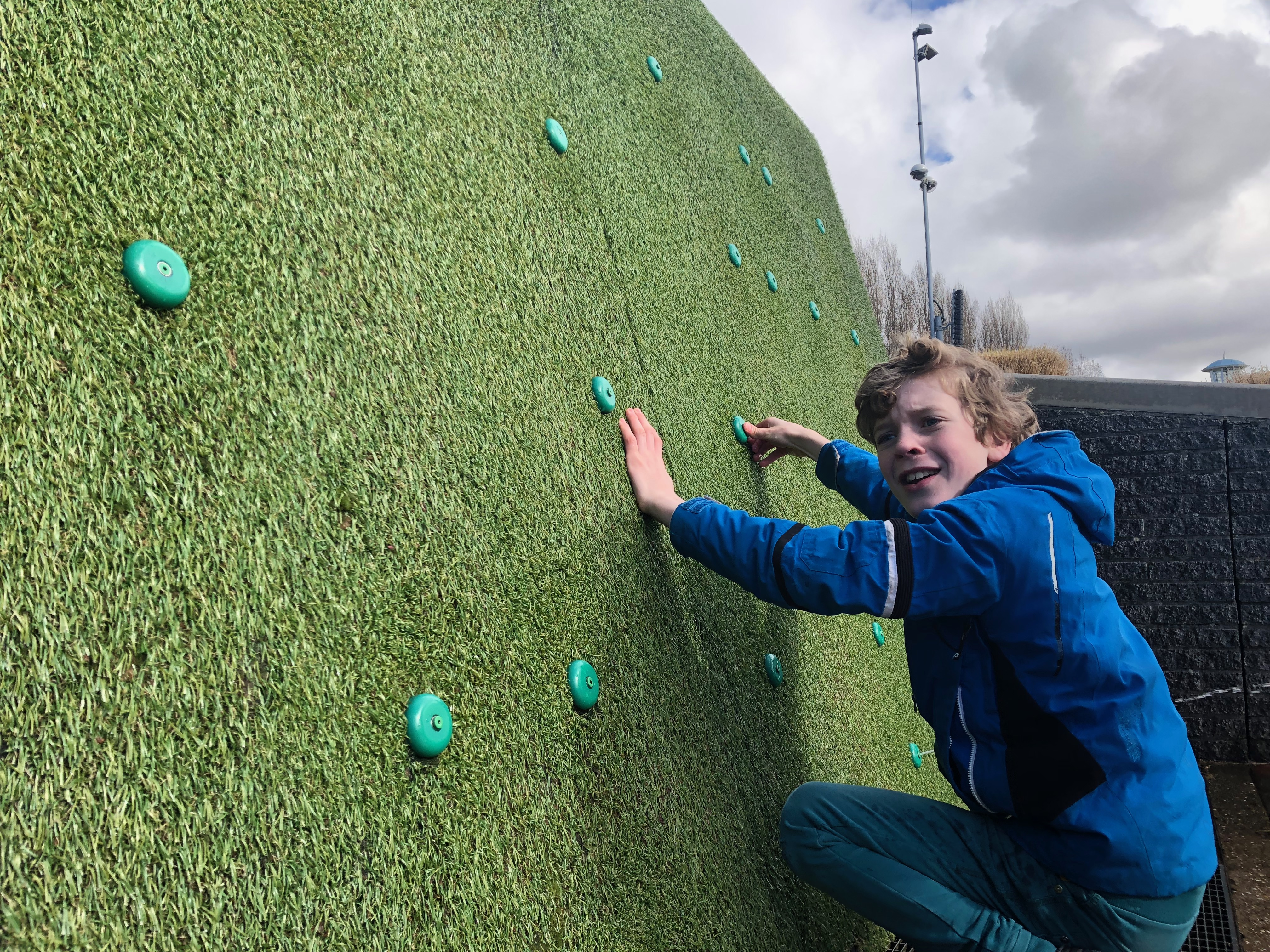
Het Hans Brinkerspel in Madurodam
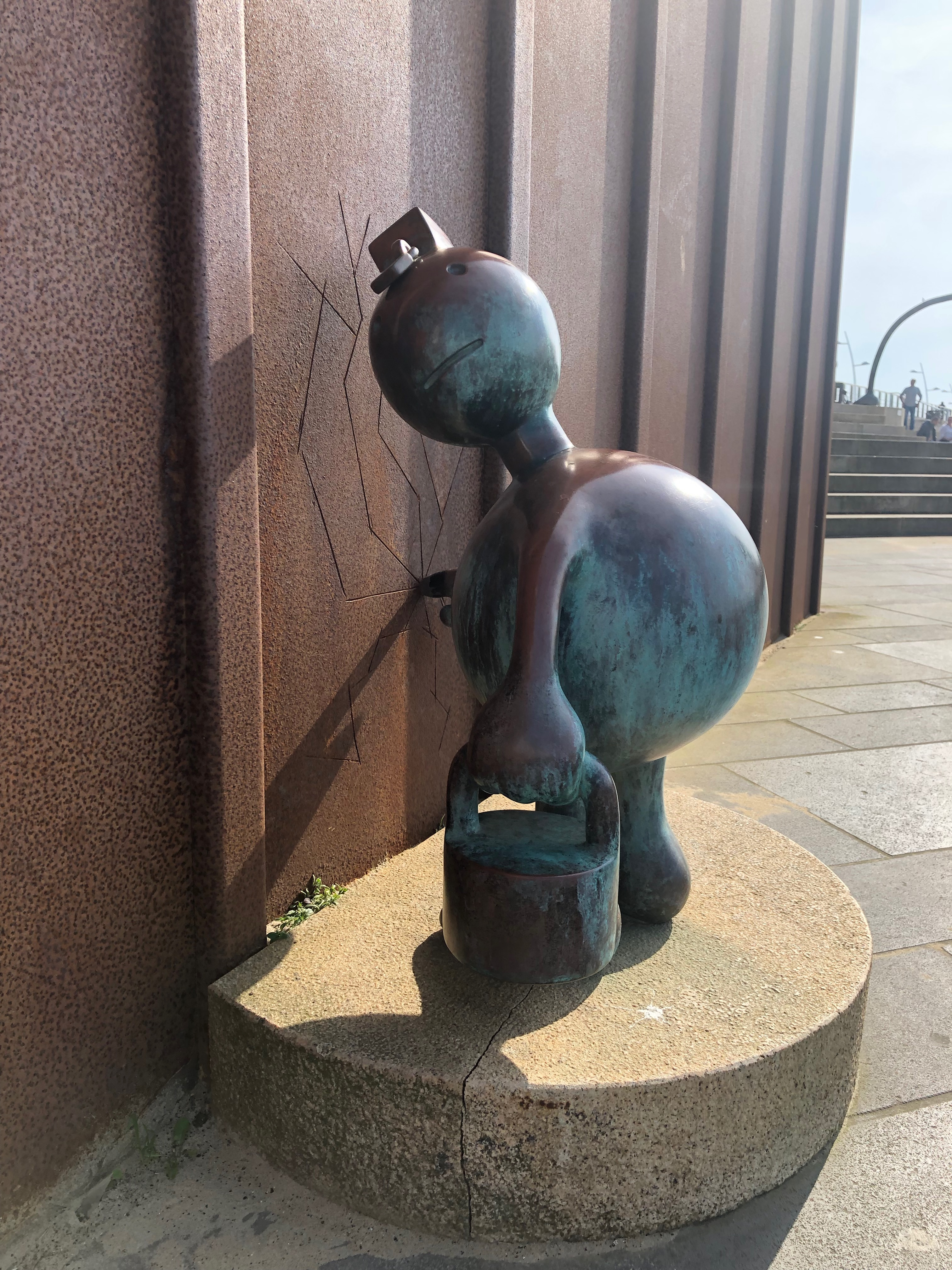
Bronzen beeld bij Beelden aan Zee

## Tentoonstellingen
- Hans Brinker, a classic Dutch story, 2018, Batavialand[17]